# Beasts of Bourbon
Beasts of Bourbon — австралийская альтернативная рок-группа из Сиднея, Новый Южный Уэльс. Была образована в 1983 году Джеймсом Бейкером (ударные), Спенсером Пи Джонсом (гитара), Тэксом Перкинсом (вокал), Кимом Салмоном (гитара) и Бо́рисом Садждовиком (бас-гитара). В последующие годы состав группы несколько раз менялся, постоянными участниками коллектива оставались только Джонс и Перкинс. Дебютный альбом Beasts of Bourbon, The Axeman's Jazz, выпущенный в июле 1984-го, стал самым продаваемым австралийским альтернативным рок-альбомом года. В свою очередь, дебютный сингл коллектива, «Psycho» (кавер-версия песни американского кантри-музыканта Леона Пэйна), получил звание самого продаваемым австралийского альтернативного рок-сингла года. В середине 1985 года группа распалась (впоследствии собиралась и распадалась еще несколько раз) — после чего каждый из её участников сформировал свои собственные музыкальные проекты.
В 1987 году группа была возрождена, после чего был выпущен второй студийный альбом Sour Mash. По словам рок-историка Иэна Макфарлейна: «Он фактически переосмыслил стандарты гитарного рок-н-ролла. Навеянный The Cramps свомп-рок первой пластинки коллектива был изменён на авантюрную комбинацию из гатбакет-блюза и странного авангарда. Голос Перкинса перерос в настоящее блюзовое рычание». Пятый, Gone (январь 1997),  и седьмой, Little Animals (апрель 2007), студийные альбомы группы достигли Top-50 австралийского чарта ARIA.

## Участники
- Спенсер Пи Джонс[англ.] — гитара, бэк-вокал (1983-85, 1988-93, 1996-97, 2003-08, 2013) — вплоть до своей смерти в 2018 году
- Тэкс Перкинс[англ.] — ведущий вокал (1983-85, 1988-93, 1996-97, 2003-08, 2013)
- Бо́рис Садждовик — бас-гитара (1983-85, 1988-90, 2013)
- Джеймс Бейкер[англ.] — ударные (1983-84, 1984-85, 1988-90, 2013)
- Ким Салмон[англ.] — гитара, губная гармоника, бэк-вокал, слайд-гитара (1983-84, 1988-93, 2013)
- Бретт Риксон — ударные (1984)
- Тони Тьюлис — гитара (1984)
- Грэхэм Худ — бас-гитара (1984-85)
- Стью Спазм[англ.] — гитара (1984-85)
- Брайан Генри Хупер — бас-гитара (1990-93, 1996-97, 2003-08) — вплоть до своей смерти в 2018 году
- Тони Пола — ударные (1990-93, 1996-97, 2003-08)
- Чарли Оуэн[англ.] — гитара (1996-97, 2003-08)

## Дискография
Источники:

### Студийные альбомы
- The Axeman's Jazz[англ.] (Июль 1984) Green/Big Time[англ.] (BT 7032)
- Sour Mash[англ.] (Декабрь 1988) Red Eye Records[англ.] (REDLP 5)
- Black Milk[англ.] (Июль 1990) Red Eye Records, Polydor (RED LP 12, 843 632-1)
- The Low Road[англ.] (Декабрь 1991) Red Eye Records, Polydor (RED LP 26, 511 725-1) AUS #85
- Gone[англ.] (Январь 1997) Red Eye Records, Polydor (RED CD58, 531 580-2) AUS No. 49[2]
- Little Animals (21 апреля 2007) Albert Productions[англ.] (88697092052) AUS No. 44[2]

### Сборники
- Beyond Good and Evil (1999) Grudge Records, Red Eye Records, Universal Music (547947-2)
  - Beyond Good and Evil (1999) с пятью бонус-треками Bonus Live Disc (547948-2)

### Концертные альбомы
- From the Belly of the Beasts (Январь 1993) Red Eye Records, Polydor (RED LP 30, 517 501-2) AUS #85
- Europe 1992 (1994)
- Low Life (Август 2005) Spooky Records (SPOOKY017)
- 30 Years On Borrowed Time (Август 2013)

### Видео-альбомы
- From the Belly of the Beasts (Январь 1993) Polygram (0861283)

### Мини-альбомы
- Just Right — limited edition maxi-single (1992)

### Синглы
- «Psycho» (1984)
- «Hard Working Drivin' Man» (1988)
- «The Hate Inside» (1989)
- «Moanin' at Midnight» (1989)
- «Let’s Get Funky» (1990)
- «You Let Me Down» (1990)
- «Words from a Woman to Her Man» (1990)
- «Chase the Dragon» (1991)
- «Just Right» (1992)